# Lacustricola
Lacustricola es un género de peces actinopeterigios de agua dulce, distribuidos por ríos de África.

## Especies
Existen 9 especies reconocidas en este género:
- Lacustricola katangae (Boulenger, 1912)
- Lacustricola maculatus (Klausewitz, 1957)
- Lacustricola matthesi (Seegers, 1996)
- Lacustricola mediolateralis (Poll, 1967)
- Lacustricola moeruensis (Boulenger, 1914)
- Lacustricola nigrolateralis (Poll, 1967)
- Lacustricola omoculatus (Wildekamp, 1977)
- Lacustricola pumilus (Boulenger, 1906)
- Lacustricola usanguensis (Wildekamp, 1977)